# Chalagnac
Chalagnac är en kommun i departementet Dordogne i regionen Nouvelle-Aquitaine i sydvästra Frankrike. Kommunen ligger i kantonen Vergt som tillhör arrondissementet Périgueux. År 2022 hade Chalagnac 442 invånare.

## Befolkningsutveckling
Antalet invånare i kommunen Chalagnac
Referens:INSEE